# Epigrimyia polita
Epigrimyia polita är en tvåvingeart som beskrevs av Townsend 1891. Epigrimyia polita ingår i släktet Epigrimyia och familjen parasitflugor. Inga underarter finns listade i Catalogue of Life.